# Carioca Arena 3
Carioca Arena 3 (tiếng Bồ Đào Nha: Arena Carioca 3) là một sân vận động trong nhà tại Barra da Tijuca phía đông Rio de Janeiro, Brasil. Nơi đây tổ chức môn taekwondo và đấu kiếm tại Thế vận hội Mùa hè 2016 cũng như judo tại Paralympic 2016. Carioca Arena 3 sẽ trở thành một trường thể thao sau khi kết thúc Thế vận hội.